# 카라바노보

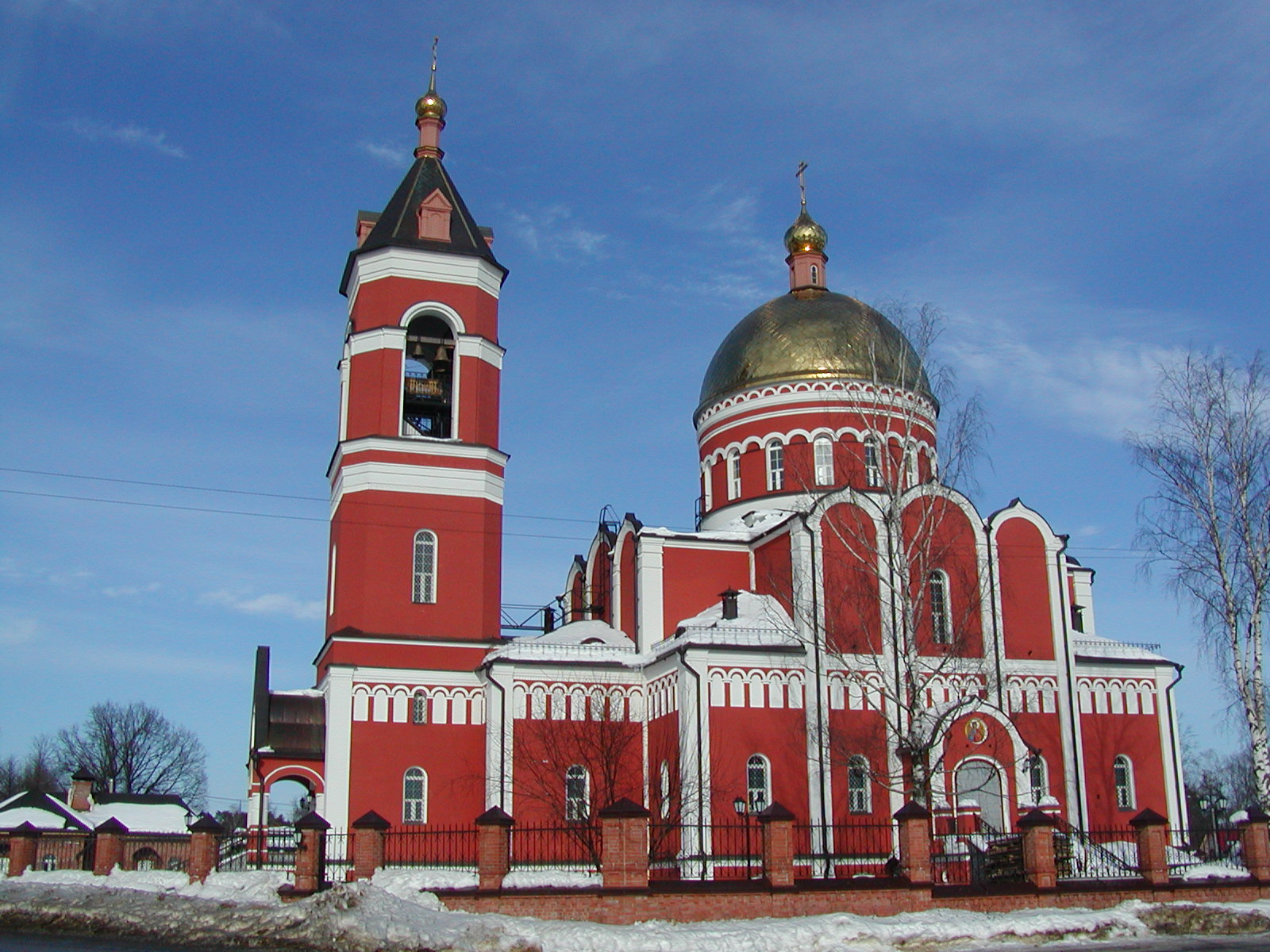

카라바노보(러시아어: Карабаново)는 러시아 블라디미르주 서부에 위치한 도시로, 인구는 16,015명(2002년 기준)이며 블라디미르(블라디미르 주의 주도)에서 서쪽으로 110km 정도 떨어진 곳에 위치한다. 1846년 염색 공장이 들어섰고 1938년 시로 승격되었다.